# Cal Soler (Vilada)
Cal Soler és una masia situada al terme municipal de Vilada, al Berguedà que està inventariada com a patrimoni immoble al mapa de patrimoni de la Generalitat de Catalunya amb el número d'element IPAC-3732. El seu estat de conservació és mitjà i originàriament era utilitzada per ús agropecuari, tot i que fou també casa de colònies.

## Situació geogràfica i accessos
S'arriba a Cal Soler des d'una pista que hi ha a l'esquerra del km 34 de la carretera C-26 entre Vilada i Borredà.

## Descripció i característiques
Cal Soler és una masia d'estructura clàssica, coberta a dues vessants i amb el carener paral·lel a la façana principal orientada a llevant. La casa ha perdut un bon tros de la seva estructura primera; el cantó de tramuntana, i s'hi ha engrandit considerablement la façana de llevant, on s'alçava un cos, possiblement el més antic de la casa, que fou aterrat arran del perill que oferia. La façana presenta una elegant simetria i finestres amb llindes de pedra i guardapols.
Cal destacar, al seu interior, les grans dimensions de la "Sala", orientada a llevant.

## Història
Cal Soler era, juntament amb les altres grans masies -Cal Sant Pere, Les Eres, El Paradell, etc.- un dels nuclis principals de la parròquia de Santa Magdalena de Guardiolans, esmentada ja el 839, i que pertanyia als dominis de la baronia de la Portella i als del monestir de Sant Pere de la Portella, com una de les donacions més importants, i el primer nucli important de població de la futura Vilada. El Mas del Soler existia ja al segle xiii; el 21 d'octubre de 1227, Pere, fill de Bernat del Soler, del mas del mateix nom, de Santa Magdalena de Guardiolans, es casà amb Maria d'Ardaricò de Lillet davant el notari Bernat, rector de Sant Joan de Vilada.